# مغنولية جورجية
ماغنوليا جورجية (الاسم العلمي: Magnolia georgii) هي نوع من النباتات تتبع جنس الماغنوليا من الفصيلة الماغنولية.